# Grammostola fossor
Grammostola fossor är en spindelart som beskrevs av Schmidt 200. Grammostola fossor ingår i släktet Grammostola och familjen fågelspindlar. Inga underarter finns listade i Catalogue of Life.